# Parka Posht-e Mehdikhani
Parka Posht-e Mehdikhani (em persa: پرکاپشت مهدي خاني, também romanizada como Parkā Posht-e Mehdīkhānī; também conhecida como Mehdīkhānī and Parkā Posht) é uma aldeia do distrito rural de Kurka, situada no distrito central de Astaneh-ye Ashrafiyeh, na província de Gilan, no Irã. Segundo o censo de 2006, sua população era de 818, em 221 famílias.